# François Truffaut
François Roland Truffaut (IPA: [fʁɑ̃.swa ʁɔ.lɑ̃ tʁyfo]) (Parigi, 6 febbraio 1932 – Neuilly-sur-Seine, 21 ottobre 1984) è stato un regista, sceneggiatore, produttore cinematografico, attore e critico cinematografico francese.
Protagonista del cinema francese tra la fine degli anni cinquanta e i primissimi anni ottanta, assieme agli amici e colleghi Jean-Luc Godard, Claude Chabrol, Éric Rohmer e Jacques Rivette diede vita a una nuova corrente cinematografica denominata nouvelle vague, letteralmente "nuova ondata", che traeva ispirazione dalla passata stagione del Neorealismo italiano e che influenzerà successivamente numerosi registi statunitensi della New Hollywood.
Il suo film Effetto notte vinse il premio Oscar al miglior film straniero nel 1974. Truffaut è considerato uno dei più grandi autori cinematografici francesi nel palcoscenico internazionale; mentre nel campo della critica era ed è chiamato “il becchino del cinema contemporaneo” per il suo duro atteggiamento nei confronti della cinematografia di allora.

## Biografia

### L'infanzia e l'adolescenza (1932 - 1948)
François Truffaut nacque nel XVII arrondissement di Parigi, presso una levatrice in rue Léon-Cogniet, il 6 febbraio del 1932. La madre, Jeanine de Monferrand, all'epoca del suo concepimento appena diciottenne, era una segretaria nella redazione del quotidiano L'Illustration, proveniente da una famiglia di militari cattolici e conservatori originari di Belfort (nella Franca Contea), mentre il padre è Roland Truffaut, progettista presso uno studio d'architettura, che riconosce il figlio come suo, pur non essendone il genitore biologico. 
Nel 1944, leggendo il diario di Roland, il futuro regista scopre la verità anche se – per accertare la vera identità del padre naturale – dovrà aspettare la fine degli anni sessanta quando, per esigenze di realizzazione del film Baci rubati (1968), assume come consulente l'investigatore privato Albert Duchenne dell'agenzia Dubly, e ne approfitta per affidargli l'ulteriore compito di individuare il suo padre biologico. Viene così a sapere che si tratta di tale Roland Lévy, un dentista, nato a Bayonne (nel dipartimento francese dei Pirenei Atlantici) in una famiglia ebraica di remote origini portoghesi, divorziato, che all'epoca viveva proprio a Belfort. Esita a lungo ma poi decide «di non allacciare i rapporti con il padre ritrovato: era davvero troppo tardi, e poi non voleva creare dei problemi al padre legale Roland Truffaut».
Le circostanze in cui avviene il concepimento segnano l'infanzia del regista. La giovanissima madre, quando scopre di essere incinta, vorrebbe abortire ma la famiglia s'oppone fermamente e, per il periodo della gravidanza, la manda in «una sorta di convitto per "traviate"». Dopo la nascita, il bambino viene dapprima messo a balia e poi mandato in campagna dalla nonna presso la quale trascorrerà i suoi primi anni di vita.
Dopo il parto la madre trova un lavoro di segretaria al giornale L'Illustration, in cui lavora anche il nonno del futuro regista, l'ex ufficiale Jean de Monferrand. Appassionata di montagna, Jeanine frequenta il Club Alpino Francese, di cui il padre è socio onorario, e qui conosce un designer industriale, Roland Truffaut. Nel novembre 1933 i due si sposano e Roland riconosce il bambino, che però andrà a vivere con la coppia solo alcuni anni più tardi, alla morte della nonna materna.
Il rapporto con la nonna è fondamentale per la nascita di una delle grandi passioni del futuro regista, quella per la lettura. Di salute cagionevole, il piccolo François non frequenta la scuola materna ed è la nonna, autrice di un libro sul bigottismo (mai pubblicato) e appassionata lettrice, che lo introduce nel mondo dei libri. È lei che dapprima legge per lui e, poi, gli insegna a leggere. L'amore per la letteratura e per i libri è una delle costanti della vita del regista fin da allora. Lui stesso dirà: «mia madre (...) non sopportava i rumori e m'impediva di muovermi e parlare per ore e ore. Allora io leggevo: era la sola occupazione a cui potessi dedicarmi senza disturbarla. Durante l'occupazione tedesca ho letto moltissimo e poiché stavo spesso solo, mi misi a leggere i libri degli adulti (...). Arrivato a tredici o quattordici anni comprai, a cinquanta centesimi al pezzo, quattrocentocinquanta volumetti grigiastri, Les Classiques Fayard, e mi misi a leggerli in ordine alfabetico (...), senza saltare un titolo, un volume, una pagina».
Alla passione per la lettura non corrisponde però un buon rapporto con le istituzioni scolastiche. Fino al 1941 frequenta il liceo Rollin in cui, secondo le sue parole, si sente un estraneo. Il fallimento dell'esame di ammissione al sesto anno è l'inizio di un lungo peregrinare tra numerose scuole: «avevo una pessima condotta, più ero punito più diventavo turbolento. A quel tempo venivo espulso molto di frequente e passavo da una scuola all'altra». Ed è proprio in una delle numerose scuole che frequenta per brevi periodi, quella sita al n. 5 di rue Milton, che il dodicenne Truffaut conosce Robert Lachenay, di un anno e mezzo più grande. Grazie alla comune passione per la letteratura e per il cinema, tra i due nasce un'amicizia che durerà tutta la vita. Nel numero speciale che i Cahiers du cinéma dedicheranno al regista nel dicembre 1984, Lachenay scrive: «l'incomprensione che i suoi genitori manifestavano per lui era simile a quella dei miei. Ciascuno di noi non aveva che l'altro a far le veci della famiglia (...) Se non ci fossimo incontrati e sostenuti a vicenda, certamente ci saremmo avviati entrambi su una brutta strada».

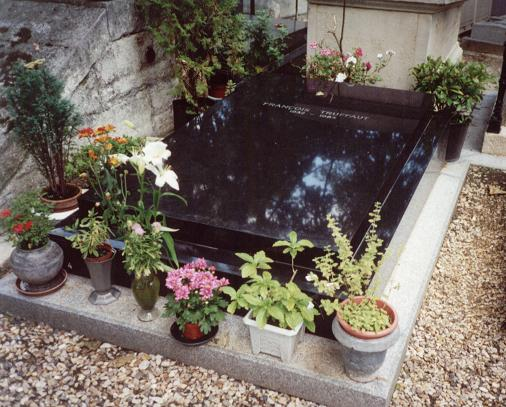
Tomba di François Truffaut al cimitero parigino di Montmartre

Il primo film che il giovanissimo François Truffaut vede è Paradiso perduto (1940) di Abel Gance, che gli comunica una forte emozione. Da allora frequenta assiduamente i cinema, spesso durante le ore di lezione, con conseguenze facilmente prevedibili sulla sua resa scolastica. Bocciato più volte, lascia presto la scuola e, poco prima della liberazione di Parigi, fugge dalla colonia in cui lo avevano mandato e trova un lavoro come magazziniere. Dopo aver perduto il lavoro, fonda un cineclub in concorrenza con quello di André Bazin, che conosce in quest'occasione. Sarà una figura fondamentale per il futuro di Truffaut.
Lo stesso Truffaut ha raccontato: «Mio padre ritrovò le mie tracce e mi consegnò alla polizia. Sono stato ospite per molto tempo del riformatorio di Villejuif da cui mi fece uscire André Bazin. Sono stato manovale in un'officina, poi mi sono arruolato per la guerra d'Indocina. Ho approfittato di una licenza per disertare. Ma, dietro consiglio di Bazin, ho raggiunto il mio reparto. In seguito sono stato riformato per instabilità di carattere». Bazin sarà per François Truffaut quell'autentica figura paterna che gli era mancata.
Sarà sempre Bazin a trovargli lavoro presso il servizio cinematografico del Ministero dell'Agricoltura e, poi, lo assumerà come critico cinematografico presso una rivista da poco fondata: Cahiers du cinéma.

### Gli anni della critica (1949 - 1956)

François Truffaut al Giffoni Film Festival del 1982.

Dopo cinque mesi di casa di correzione, nel 1949, André Bazin gli offre un lavoro nella sezione "cinema" di Travail et culture e lo introduce ad alcune riviste. Scrive i suoi primi articoli nel 1950. A seguito di una storia d'amore finita male, si arruola nell'esercito nel 1951, sperando di trovare la morte in Indocina. Inviato invece in Germania, prolunga abusivamente una licenza a Parigi. Viene quindi inviato al carcere militare per diserzione e lì ottiene la dispensa dall'esercito per instabilità di carattere, grazie ancora una volta ad André Bazin. Lo stesso Bazin lo ospita a casa sua a Bry-sur-Marne e nel 1952 gli trova un posto di lavoro al servizio cinematografico del Ministero dell'Agricoltura, per pochi mesi, atteso che il suo contratto non verrà rinnovato.
François Truffaut pubblica articoli per Cahiers du cinéma e poi entra nella rivista Arts nel 1953. All'interno di queste riviste entra a far parte della giovane guardia che si riconosce attorno ad André Bazin, insieme a Claude Chabrol, Jacques Rivette, Jacques Demy, Éric Rohmer, Jean-Luc Godard. Il suo pamphlet Una certa tendenza del film francese afferma apertamente quel che molti registi pensano in silenzio. L'anno seguente fa il suo esordio con il cortometraggio Une visite, e scrive la sceneggiatura di A bout de souffle. Nel 1955 realizza le sue prime interviste con Alfred Hitchcock e pubblica un racconto, Antonio e l'orfano, sulla rivista Le Parisien. Nel 1956 è assunto come assistente alla regia di Roberto Rossellini, «l'uomo più intelligente che ho conosciuto», in tre film che non vengono portati a termine.
Viene poi chiamato da Henri-Pierre Roché: il collezionista ha notato uno degli articoli del giovane critico Truffaut in cui egli parla in termini elogiativi e, a suo modo di vedere, appropriati, del suo libro Jules e Jim, fino a quel momento rimasto senza successo. Come racconta Truffaut stesso, scoprì il volume tra i tanti di una bancarella. Nasce quindi un'amicizia speciale dalla condivisione delle esperienze dell'infanzia, sentimentali e il comune amore per la scrittura. L'autore incoraggia il futuro regista a realizzare dei film dai suoi due romanzi, cosa che il regista non tarderà a fare, vista la sua fascinazione per il lavoro di Henri-Pierre Roché. Dopo Jules et Jim, infatti, sarà la volta di Le due inglesi. Questo incontro rafforza in Truffaut la posizione che egli sta difendendo, con forza, in Cahiers du cinéma contro il cinema francese dell'epoca, posizione che promuove, secondo le idee di André Bazin, i film d'autore e un racconto personale, ma con uno sguardo il più possibile obiettivo e, sul piano tecnico, con l'utilizzo della profondità di campo e del piano sequenza, per mantenere una corrispondenza anche stilistica con lo scorrere della vita.

### Gli anni dietro la macchina da presa (1957 - 1983)

François Truffaut e Claude Jade alla première del loro terzo film comune, L'amore fugge, 1979

Nel 1957 decide di passare alla realizzazione di film e fonda una società di produzione, Les Films du Carrosse, con una denominazione che costituisce un omaggio a Jean Renoir di cui celebra il film La carrozza d'oro, e gira L'età difficile. Questo «uomo che amava le donne» si sposa il 29 ottobre con Madeleine, figlia del proprietario di una società di distribuzione cinematografica, la Cocinor. La coppia ha due figlie: Laura, nata il 22 gennaio 1959, e Éva, nata il 28 giugno 1961, che comparirà ne Gli anni in tasca. Seduttore incorreggibile, divorzia nel 1964.
Nel 1959 gira I Quattrocento colpi, film dal successo immediato, che apre la strada al movimento della Nouvelle Vague e alla fama internazionale del regista. Il successo gli permette di sostenere l'anno successivo, con la sua casa di produzione, Jean Cocteau, rimasto senza produttore durante le riprese de Il testamento di Orfeo. Nello stesso anno firma il Manifesto dei 121.
Nel 1963, Les Films du Carrosse partecipa alla produzione di Mata-Hari, agente segreto H21, e Truffaut partecipa alla redazione dei dialoghi e della sceneggiatura. La sua fama è raddoppiata da Jules et Jim che gli vale nel 1965 la partecipazione da protagonista in una trasmissione televisiva, Cineasti contemporanei. Nel febbraio 1968, Truffaut difende pubblicamente Henri Langlois, minacciato di destituzione dal suo ruolo di Direttore della Cinémathèque française e si pone alla guida del Comitato per la difesa della Cinémathèque.
Nel 1968 Truffaut avanza una proposta di matrimonio alla famiglia della sua attrice preferita, Claude Jade, "la piccola fidanzata del cinema", all'epoca ancora minorenne, che ha girato con lui Baci rubati. Non si presenta, però, alla cerimonia, fuggendo un secondo matrimonio per dedicarsi alle sue iniziative professionali e politiche legate al Maggio francese. L'impegno politico dividerà Truffaut dagli altri registi della Nouvelle Vague, poiché egli si trova più a suo agio nella posizione di un uomo che attende senza ipocrisia al suo mestiere al servizio dello spettatore, piuttosto che al servizio di una causa per la quale non è sicuro che lo spettatore abbia comprato il biglietto. Nonostante il matrimonio abortito, Truffaut resta ottimo amico di Claude Jade, che reciterà ancora per lui in Non drammatizziamo... è solo questione di corna e L'amore fugge.
Il regista è veramente un «seduttore compulsivo non appena cala la sera», come si trova descritto nel diario di Henri-Pierre Roché che gli ispirò L'uomo che amava le donne, “s'innamora” di tutte le protagoniste dei suoi film, che lancia verso il successo e la fama. Fa eccezione a questa regola la sola Isabelle Adjani, protagonista di Adèle H., una storia d'amore. Il suo ultimo amore è Fanny Ardant, che dirige ne La signora della porta accanto (1981), e in Finalmente domenica! (1983), dalla quale ha una figlia, Joséphine, nata il 28 settembre 1983.
François Truffaut appare come attore in diversi suoi film, interpretando brevi camei (ad esempio in Adèle H., una storia d'amore e L'uomo che amava le donne) o anche ruoli da protagonista, come in Effetto notte, La camera verde e Il ragazzo selvaggio. Nel 1977 recita in Incontri ravvicinati del terzo tipo di Steven Spielberg, nel ruolo dello scienziato francese Lacombe. Spielberg era infatti un grande ammiratore di Truffaut e, visto che questi parlava un pessimo inglese, gli consentì di parlare e recitare sempre in francese, con un assistente a fare da interprete di ogni sua osservazione.

### La malattia e la morte (1984)
Nel marzo 1984, il regista, ammalato di tumore al cervello, accetta coraggiosamente di apparire nella trasmissione Apostrophes che Bernard Pivot gli dedica per la riedizione del libro Hitchcock-Truffaut. Operato tardivamente, Truffaut muore il 21 ottobre 1984 nell'Ospedale Americano di Parigi a Neuilly-sur-Seine. Cremato nel cimitero di Père-Lachaise, le sue ceneri si trovano al cimitero di Montmartre a Parigi.
Nella stessa trasmissione accanto a Truffaut troviamo Roman Polański che presenta il suo Roman, il cui titolo gioca sulla parola Roman che in francese è romanzo, Marcello Mastroianni che parla di Fellini par Fellini, l'intervista al regista di Giovanni Grazzini e Caterina D'Amico De Carvalho,  figlia di Suso Cecchi D'Amico, che parla del libro Luchino Visconti cinéaste di Alain Sanzio e Paul Louis Thirard. Insieme alla presentazione dei volumi vi è una conversazione amichevole tra tutti gli intervenuti, protagonisti del cinema dei loro anni, con aneddoti di storie che si incrociano dove troviamo ad esempio Catherine Deneuve e Sharon Tate.

## Truffaut e Hitchcock
François Truffaut ha nutrito una grande passione per i film di Alfred Hitchcock e, insieme a Claude Chabrol e altri colleghi della rivista Cahiers du cinéma, ha avuto il merito di far rivalutare e apprezzare l'opera del maestro della suspense tanto in Europa quanto in America, dove da sempre il regista britannico era trattato dalla critica con sufficienza, nonostante gli enormi successi di pubblico.
Nel 1962 Truffaut realizzò una lunga intervista a Hitchcock pubblicata poi nel libro Il cinema secondo Hitchcock, dal quale emerge il ritratto di un regista estremamente fine e attento alla narrazione visiva, e al contempo di un uomo assai fragile che si cela dietro un apparente cinismo nei confronti della vita reale. L'intervista tratta analiticamente ciascun film di Hitchcock e ne mette in luce le innovazioni tecniche, i particolari più nascosti, le invenzioni di sceneggiatura e, talvolta, i difetti; al di là dell'enorme mole di informazioni fornite, l'aspetto più caratteristico di questa intervista è che parte da temi prettamente cinematografici per poi diventare man mano un dialogo personale tra il giovane regista e l'anziano maestro.
Esiste un estratto dalla trasmissione televisiva Apostrophe, condotta da Bernard Pivot, in cui Truffaut definisce Hitchcock come «un personaggio alla Henry James, pieno di frustrazioni» e spiega brevemente alcuni aspetti del suo fare cinema: la rappresentazione della violenza come se fosse una scena d'amore e viceversa; la scelta delle protagoniste femminili sempre bionde e sofisticate e la repulsione di Hitchcock nei confronti delle attrici come Brigitte Bardot e Marilyn Monroe che, per usare le parole di Truffaut, «avevano il sesso stampato sulla faccia».
La trasmissione risale al 1984, pochi mesi prima che un tumore cerebrale uccidesse il regista francese. Anche Hitchcock utilizzò l'attrice preferita di Truffaut, Claude Jade. «Il metodo di citazione attraversa tutti i film di Truffaut», scrive il critico cinematografico italiano Massimo Marcelli, «così come l'uso di un'attrice per la sua somiglianza con un'altra. Claude Jade ricorda Grace Kelly, l'eroina di Hitchcock per eccellenza; e per chiudere il cerchio delle croci delle citazioni: il maestro del film sembra aver apprezzato questa allusione, perché le riprende ancora in Topaz». Hitchcock ha dato all'attrice Claude Jade il ruolo di Michèle Picard, la figlia dell'agente André Devereaux, in Topaz.

## Aspetti autobiografici
I 400 colpi venne girato nel 1959 con grande successo di critica e pubblico e valse a Truffaut un premio come miglior regista al Festival di Cannes, lo stesso festival che lo aveva bandito solo un anno prima. Il film, fortemente autobiografico, segue il personaggio di Antoine Doinel con le sue disavventure a scuola, una vita infelice e il riformatorio, tra un rapporto instabile con i genitori e una gioventù da derelitto sociale. Proprio come il personaggio di Doinel, anche Truffaut era nato fuori dal matrimonio, una condizione che dovette rimanere segreta a causa dello stigma sociale associato all'illegittimità. Truffaut venne registrato nei registri dell'Ospedale come "nato da padre sconosciuto" ed è stato curato da un infermiere per un lungo periodo di tempo; solo in seguito lo sposo della madre gli diede il suo cognome, Truffaut.
Truffaut provò Jean-Pierre Léaud per la parte di Antoine Doinel. Léaud era un ragazzo normale di 13 anni che si presentò al provino dopo aver visto un volantino, ma le interviste fatte dopo l'uscita del film rivelano la sua naturale raffinatezza e l'istintiva bravura davanti alla cinepresa. Léaud e Truffaut collaborarono a diversi film nel corso degli anni: i più famosi sono stati i sequel delle vicende di Antoine Doinel in una serie di film detto Il ciclo di Antoine Doinel. Accanto a Léaud, in tre film troviamo Claude Jade nel ruolo di Christine Darbon, che diventa la sua fidanzata in Baci rubati, quindi moglie e madre di suo figlio in Non drammatizziamo... è solo questione di corna, infine ex moglie e migliore amica ne L'amore fugge.

## Filmografia

### Regista e sceneggiatore

#### Lungometraggi
- I 400 colpi (Les quatre-cents coups) (1959)
- Tirate sul pianista (Tirez sur le pianiste) (1960)
- Jules e Jim (Jules et Jim) (1962)
- La calda amante (La peau douce) (1964)
- Fahrenheit 451 (1966)
- La sposa in nero (La mariée était en noir) (1967)
- Baci rubati (Baisers volés) (1968)
- La mia droga si chiama Julie (La sirène du Mississippi) (1969)
- Il ragazzo selvaggio (L'enfant sauvage) (1970)
- Non drammatizziamo... è solo questione di corna (Domicile conjugal) (1970)
- Le due inglesi (Les deux anglaises et le continent) (1971)
- Mica scema la ragazza! (Une belle fille comme moi) (1972)
- Effetto notte (La nuit américaine) (1973)
- Adele H. - Una storia d'amore (L'histoire d'Adèle H.) (1975)
- Gli anni in tasca (L'argent de poche) (1976)
- L'uomo che amava le donne (L'homme qui aimait les femmes) (1977)
- La camera verde (La chambre verte) (1978)
- L'amore fugge (L'amour en fuite) (1979)
- L'ultimo metrò (Le dernier métro) (1980)
- La signora della porta accanto (La femme d'à côté) (1981)
- Finalmente domenica! (Vivement dimanche!) (1983)

#### Cortometraggi
- Une visite (1954)
- L'età difficile (Les Mistons) (1957)
- Une histoire d'eau (1958) – co-diretto da Jean-Luc Godard
- Antoine e Colette, episodio di L'amore a vent'anni (L'amour à vingt ans) (1962)

### Sceneggiatore
- Fino all'ultimo respiro (À bout de souffle), regia di Jean-Luc Godard (1960) (soggetto)
- Mata-Hari, agente segreto H21 (Mata-Hari, agent H-21), regia di Jean-Louis Richard (1963)
- La piccola ladra (La petite voleuse), regia di Claude Miller (1988) (sceneggiatura incompleta postuma)

### Attore
Ove non diversamente indicato, la regia è dello stesso Truffaut:
- I 400 colpi (Les quatre-cents coups) (1959)
- Tire-au-flanc 62, regia di Claude de Givray (1961)
- Il ragazzo selvaggio (L'enfant sauvage) (1970)
- Effetto notte (La nuit américaine) (1973)
- Gli anni in tasca (L'argent de poche) (1976)
- L'uomo che amava le donne (L'homme qui aimait les femmes) (1977)
- Incontri ravvicinati del terzo tipo (Close Encounters of the Third Kind), regia di Steven Spielberg (1977)
- La camera verde (La chambre verte) (1978)

### Produttore
Come proprietario di Les Films du Carrosse Truffaut ha prodotto, oltre che quasi tutte le proprie pellicole, anche film di altri autori:
- Parigi ci appartiene (Paris nous appartient), regia di Jacques Rivette (1960)
- Le testament d'Orphée, regia di Jean Cocteau (1960)
- Due o tre cose che so di lei (Deux ou trois choses que je sais d'elle), regia di Jean-Luc Godard (1966)
- L'enfance nue, regia di Maurice Pialat (1969)
- La mia notte con Maud (Ma nuit chez Maud), regia di Éric Rohmer (1969)
- L'amante del prete (La faute de l'Abbé Mouret), regia di Georges Franju (1970)
- Les lolos de Lola, regia di Bernard Dubois (1976)
- Ce gamin-là, regia di Renaud Victor (1977)
- Il bel matrimonio (Le beau mariage), regia di Éric Rohmer (1982)

Ha inoltre prodotto vari cortometraggi tra cui:
- Anna la bonne, regia di Harry Kümel (1958)
- Le scarabée d'or, regia di Robert Lacheney (1960)
- Anne la bonne, regia di Jean-Claude Roché (1961)
- La fin du voyage, regia dello stesso, che si firma anche Jean C. Roché (1961)
- La vie d'insectes, regia di Jean-Claude Roché (1961)

## Doppiatori italiani
Nelle versioni in italiano delle opere in cui ha recitato, François Truffaut è stato doppiato da:
- Stefano Carraro ne Il ragazzo selvaggio
- Cesare Barbetti in Effetto notte
- Renato Izzo in Incontri ravvicinati del terzo tipo
- Jacques Peyrac in Incontri ravvicinati del terzo tipo (ridoppiaggio)

## Pubblicazioni
Come critico cinematografico, Truffaut scrisse su diverse testate, in particolare sui Cahiers du cinéma, dal 1953, e su Arts, dal 1954 al 1959. Ma, sia pure saltuariamente, firmò articoli pure per Cinémonde, Combat, Elle, L'Avant-scène du Cinéma, La Gazette du cinéma, Le Monde, Le Nouvel Observateur, L'Express, Télérama e Unifrance.
- Il cinema secondo Hitchcock (Le cinéma selon Hitchcock, Robert Laffont, 1967), trad. di Giuseppe Ferrari e Francesco Pititto, Collana Le forme del discorso, Parma, Pratiche Editrice, 1977, 1999, ISBN 978-88-73-80671-4; Collana Saggi n.9, Milano, Net, 2002-2006, ISBN 978-88-51-52025-0; Milano, Il Saggiatore, 2008-2024.
- Le avventure di Antoine Doinel (Les aventures d'Antoine Doinel: Les quatre cents coups, L'amour a vingt ans, Baisers volés, Domicile conjugal, Mercure de France, 1970), trad. di Maria Colò, Collana Saggi. Cinema, Venezia, Marsilio, 1992, ISBN 88-317-5558-7 e ISBN 88-317-6494-2.
- François Truffaut - Ray Bradbury, Fahrenheit 451. Diario di Fahrenheit 451 (La nuit américaine: scénario du film suivi de "Journal de tournage de Fahrenheit 451", Seghers, 1974), trad. di M. Capuani e D. D'Angelo, Collana Reading Theatre, Roma, Elliot, 2007, ISBN 978-88-61-92000-2.
- Le cinéma, art et industrie, Paris, Robert Laffont, 1975.
- I film della mia vita (scelta parziale da Les films de ma vie, 1975), nota introduttiva di Giorgio Tinazzi, trad. di Antonio Costa, Collana Biblioteca, Venezia, Marsilio, 1978, 2003, ISBN 88-317-8164-2 e ISBN 88-317-5243-X.
- Gli anni in tasca (L'argent de poche: ciné-roman, 1976), trad. e prefazione di Mario Petroni, Roma, Armando, 1978-2022, ISBN 88-7144-056-0.
- L'uomo che amava le donne (L'homme qui aimait les femmes, 1977), trad. di Marco Vozza, introduzione di Giorgio Tinazzi, Collana Saggi. Cinema, Venezia, Marsilio, 1990, ISBN 88-317-5364-9 e ISBN 88-317-6017-3; Collana UEF, Marsilio, 2023, ISBN 978-88-297-1755-2.
- Réponse à l'enquête de Tay Garnett dans "Un siècle de cinéma", Hatier, 1981.
- Il piacere degli occhi, a cura di Jean Narboni e Serge Toubiana, trad. di Melania Biancat, Collana Saggi. Cinema, Venezia, Marsilio, 1988, ISBN 978-88-317-5080-6.
- L'uomo più felice del mondo. Con 2 Dvd (Le plaisir des yeux, Cahiers du Cinéma, 1987), Roma, Minimum fax, 2006, ISBN 88-317-5080-1 e ISBN 88-7521-086-1.
- Autoritratto. Lettere 1945-1984 (Correspondance. Lettres raccueillies par Gilles Jacob et Claude de Givray, Hatier Cinq Continents, 1988), a cura di Sergio Toffetti, Collana Supercoralli, Torino, Einaudi, 1988, ISBN 88-06-13286-5.
- F. Truffaut-Claude de Givray, La piccola ladra (Le petite voleuse, Christian Bourgois, 1991), a cura di Sergio Toffetti, Genova, Il Nuovo Melangolo, 1994, ISBN 88-7018-223-1. [sceneggiatura del film La piccola ladra di Claude Miller ]
- Tutte le interviste di François Truffaut sul cinema (Le cinema selon François Truffaut, 1989), a cura di Anne Gillain, trad. di Patrizia Bisattini, Roma, Gremese, 1990, ISBN 88-7605-486-3.
- François Truffaut professione cinema. Interviste inedite, a cura di Aldo Tassone, Milano, Il Castoro, 2006, ISBN 88-8033-331-3.
- Lezione di cinema, traduzione di Valeria Lucia Gili, Collana La Cultura, Milano, Il Saggiatore, 2024, ISBN 978-88-428-3169-3. [intervista resa nel luglio 1981 a Jean Collet e Jérôme Prieur ]

### Curatele
- André Bazin, Jean Renoir, Champ Libre, 1971. [scritti sul regista]
- André Bazin, Il cinema della crudeltà (Le cinéma de la cruauté, 1976), trad. di Edoardo Bruno, Foligno, Il Formichiere, 1979.